# 4TEEN
『4TEEN』（フォーティーン）は、石田衣良による日本の連作短編小説。第129回直木賞受賞作。続編に本作の2年後を描いた『6TEEN』がある。
2004年にWOWOW制作により『ドラマW』の一作としてテレビドラマ化された。また、海埜ゆうこ作画で漫画化され、『ビッグコミックスピリッツ』（小学館）に連載された。

## 章題
- びっくりプレゼント（『小説新潮』1999年7月号）
- 月の草（『小説新潮』2001年5月号）
- 飛ぶ少年（『小説新潮』2002年6月号）
- 十四歳の情事（『小説新潮』2002年8月号）
- 大華火の夜に（『小説新潮』2001年12月号）
- ぼくたちがセックスについて話すこと（書き下ろし）
- 空色の自転車（『小説新潮』2002年3月号）
- 十五歳への旅（書き下ろし）

## テレビドラマ
14歳の4人の少年が、下町・月島を舞台に、恋をしたり傷つきながら大人になっていく様子を描いた青春ドラマ。WOWOW制作のオリジナルドラマプロジェクト「ドラマW」の第10弾として2004年7月25日 (20:00-21:54) に放送された。
ギャラクシー選奨受賞。芸術祭優秀賞受賞。2005年日本民間放送連盟賞最優秀賞受賞作品 。
ロケは、東京都中央区月島の商店街や千葉県印旛郡栄町などで行われた。

### キャスト
- テツロー - 角田紳太朗
- ダイ - 柄本時生
- ナオト - 落合扶樹
- ジュン - 若葉竜也
- 赤坂 - 菅原文太
- 加藤 - 蛍原徹
- 島田 - 寺島進
- 珠子 - 中尾ミエ
- リカ - 奥田恵梨華
- ルミナ - hanae*（現：華恵）

### スタッフ
- 監督 - 廣木隆一
- 脚本 - 斉藤ひろし
- 原作 - 石田衣良『4TEEN フォーティーン』（新潮社刊）
- プロデューサー - 青木竹彦 (WOWOW)
- 制作 - 山下秀治
- 企画 - （編成担当）山本均 (WOWOW) 、出川朋子 (WOWOW)
- 音楽 - 林祐介
- 楽曲 - はっぴいえんど、ケツメイシ
- 撮影 - 水口智之、（VE - 鏡原圭吾）
- 照明 - 関輝久
- 録音 - 漆田晃
- 編集 - 菊池純一
- 美術 - 金勝浩一
- 助監督 - 毛利安孝

## 韓国のテレビドラマ
2014年にMBCドラマフェスティバル作品としてテレビドラマ化。全2話。

### キャスト
- チョン・ボグン（朝鮮語版） - ヨンフン役(テツローに相当)
- ソン・ユビン（朝鮮語版） - ジュン役(ダイに相当)
- ユン・ソギョン - ヒョンス役(ナオトに相当)
- ホン・ヨセフ - ヒウォン役(ジュンに相当)
- ファン・ジョンウォン - ハンナ役
- ユ・イニョン - コムジャ役
- チャ・テヒョン - 30代のヨンフン役
- キム・ジェウク - 30代のジュン役
- ユン・ジュサン（朝鮮語版） - ピョンソプ役
- ナルシャ - サングラスの女役

## 参照
1. ↑  日本民間放送連盟賞/2005年(平成17年)入選・事績